# ليما (أوهايو)
ليما (بالإنجليزية: Lima)، هي مدينة تقع في مقاطعة ألين بولاية أوهايو، الولايات المتحدة الأمريكية، وهي أيضًا مقر المقاطعة. بلغ عدد سكان المدينة 35,579 نسمة حسب تعداد عام 2020. تقع في شمال غرب ولاية أوهايو على طول الطريق السريع بين الولايات 75، على بُعد نحو 116 كيلومترًا شمال دايتون، و126 كيلومترًا جنوب غرب توليدو، و101 كيلومتر جنوب شرق فورت واين (إنديانا).
تأسست ليما عام 1831. تحتضن المدينة مصنع دبابات الجيش في ليما، المعروف رسميًا باسم "مركز تصنيع الأنظمة المشتركة"، والذي أُنشئ عام 1941، ويُعد المُنتِج الوحيد لدبابة M1 أبرامز. وتُعد ليما المدينة الرئيسية في منطقة ليما الحضرية، التي بلغ عدد سكانها 102,000 نسمة في عام 2020، وهي جزء من المنطقة الإحصائية المشتركة ليما–فان ويرت–واباكونيتا.

## التركيبة السكانية
قام مكتب تعداد الولايات المتحدة بتحديد بيانات التركيبة السكانية لليما في تعداد الولايات المتحدة. في ما يلي، التركيبة السكانية حسب تعدادي 2000 و2010.

### تعداد عام 2000
بلغ عدد سكان ليما 40,081 نسمة بحسب تعداد عام 2000، وبلغ عدد الأسر 15,410 أسرة وعدد العائلات 9,569 عائلة مقيمة في المدينة.
وتوزع التركيب العرقي للمدينة بنسبة 71.30% من البيض و 0.31% من الأمريكيين الأصليين و 0.51% من الأمريكيين ذوي الأصول الآسيوية و 0.01% من سكان جزر المحيط الهادئ و 24.48% من الأمريكيين الأفارقة و 2.42% من عرقين مختلطين أو أكثر.
بلغ عدد الأسر 15,410 أسرة كانت نسبة 31.9% منها لديها أطفال تحت سن الثامنة عشر تعيش معهم، وبلغت نسبة الأزواج القاطنين مع بعضهم البعض 37.3% من أصل المجموع الكلي للأسر، ونسبة 19.7% من الأسر كان لديها معيلات من الإناث دون وجود شريك، وكانت نسبة 37.9% من غير العائلات. تألفت نسبة 32.1% من أصل جميع الأسر من أفراد ونسبة 12.6% كانوا يعيش معهم شخص وحيد يبلغ من العمر 65 عاماً فما فوق. وبلغ متوسط حجم الأسرة المعيشية 3.06، أما متوسط حجم العائلات فبلغ 2.42.
بلغ العمر الوسطي للسكان 33 عاماً. وكانت نسبة 27.2% من القاطنين تحت سن الثامنة عشر، وكانت نسبة 11.5% بين الثامنة عشر والأربعة وعشرون عاماً، ونسبة 28.7% كانت واقعةً في الفئة العمرية ما بين الخامسة والعشرون حتى والأربعة وأربعون عاماً، ونسبة 19.4% كانت ما بين الخامسة والأربعون حتى الرابعة والستون، ونسبة 13.3% كانت ضمن فئة الخامسة والستون عاماً فما فوق. يوجد لكل 100 أنثى 100.6 ذكر، ويوجد لكل 100 أنثى في الثامنة عشر من عمرها فما فوق 98.3 ذكر.
وكان متوسط دخل الذكور 29,149 دولار مقابل 22,100 دولار للإناث. وسجل دخل الفرد الخاص بالمدينة 13,882 دولار. وكانت نسبة 19.2% من العائلات ونسبة 22.7% من السكان تحت خط الفقر، وكان من هؤلاء نسبة 33.3% تحت سن الثامنة عشر ونسبة 14.3% في الخامسة والستين من العمر وما فوق.

### تعداد عام 2010
بلغ عدد سكان ليما 38,771 نسمة بحسب تعداد عام 2010، وبلغ عدد الأسر 14,221 أسرة وعدد العائلات 8,319 عائلة مقيمة في المدينة. في حين سجلت الكثافة السكانية 2,857.1 نسمة لكل ميل مربع (1,103.1/كم2). وبلغ عدد الوحدات السكنية 16,784 وحدة بمتوسط كثافة قدره 1,236.8 لكل ميل مربع (477.5/كم2).
وتوزع التركيب العرقي للمدينة بنسبة 67.1% من البيض و 0.3% من الأمريكيين الأصليين و 0.5% من الأمريكيين ذوي الأصول الآسيوية و 26.4% من الأمريكيين الأفارقة و 4.4% من عرقين مختلطين أو أكثر.
بلغ عدد الأسر 14,221 أسرة كانت نسبة 33.2% منها لديها أطفال تحت سن الثامنة عشر تعيش معهم، وبلغت نسبة الأزواج القاطنين مع بعضهم البعض 30.8% من أصل المجموع الكلي للأسر، ونسبة 22.1% من الأسر كان لديها معيلات من الإناث دون وجود شريك، بينما كانت نسبة 5.7% من الأسر لديها معيلون من الذكور دون وجود شريكة وكانت نسبة 41.5% من غير العائلات. تألفت نسبة 33.5% من أصل جميع الأسر من أفراد ونسبة 11.3% كانوا يعيش معهم شخص وحيد يبلغ من العمر 65 عاماً فما فوق. وبلغ متوسط حجم الأسرة المعيشية 3.09، أما متوسط حجم العائلات فبلغ 2.42.
بلغ العمر الوسطي للسكان 32.9 عاماً. وكانت نسبة 24.8% من القاطنين تحت سن الثامنة عشر، وكانت نسبة 13.3% بين الثامنة عشر والأربعة وعشرون عاماً، ونسبة 26.9% كانت واقعةً في الفئة العمرية ما بين الخامسة والعشرون حتى والأربعة وأربعون عاماً، ونسبة 23.6% كانت ما بين الخامسة والأربعون حتى الرابعة والستون، ونسبة 11.4% كانت ضمن فئة الخامسة والستون عاماً فما فوق. وتوزع التركيب الجنسي للسكان بنسبة 52.8% ذكور و47.2% إناث.